# Die Plünderer von Texas
Die Plünderer von Texas (Originaltitel: Raiders of Old California) ist ein US-amerikanischer Western aus dem Jahr 1957 des Regisseurs Albert C. Gannaway, der auch als Produzent fungierte.

## Handlung
Der Film beginnt mit der Kapitulation von Hauptmann Miguel Sebastian vor Hauptmann McKane von der US-Armee am Ende des Mexikanisch-Amerikanischen Krieges. Drei Jahre später nimmt McKane den Besitzern durch Einschüchterung und Verrat ihr Land weg.
Die Worte erreichen Richter Ward Young und seinen Sohn Marshal Faron Young. Nach einem Gespräch mit Sergeant Damon Pardee stellen sie Nachforschungen bei Diego an, einem Farmer und alten Veteranen von Sebastian, und dann bei McKane, und erfahren von einem Zeugen in dem Geschäft namens Johnson. Pardee versucht, Johnson zu bedrohen, um ihn davon abzuhalten, etwas zu sagen. Johnson erzählt Richter Young von dem Geschäft und erklärt sich bereit, vor Gericht auszusagen.
McKanes Männer locken die Gesetzeshüter in einen Hinterhalt und Johnson wird lebensgefährlich verwundet, sagt ihnen aber, dass sie nach Sebastian suchen sollen, der noch am Leben ist. Sie werden von Pardee belauscht, der Diego verhören will und ihn dann tötet.
McKanes Männer folgen Marshal Young und beobachten, wie er einen Angriff der Comanchen überlebt. Sie versuchen, ihn zu töten, aber er schafft es, sie zuerst zu erschießen. Er verwundet Corporal Timothy Boyle tödlich und bringt ihn zum Stadtpriester. Der sterbende Boyle identifiziert den Priester als Miguel Sebastian selbst. Pardee kommt in der Stadt an und erkundigt sich bei einem Betrunkenen namens Pepe nach Sebastian. Er versucht, Sebastian zu töten, wird aber von Young niedergeschossen.
Aufgrund dieser neuen Erkenntnisse wird McKane vor Gericht gestellt. Er schickt seine Männer aus, um Sebastian zu töten, aber er weicht ihnen durch einen unterirdischen Gang aus. McKane plant eine Rinderstampede durch die Stadt. In der Verhandlung sagt Sebastian aus, dass er unter Todesdrohung gezwungen wurde, McKane sein Land zu überlassen, und dass Johnson sich weigerte, als Zeuge zu unterschreiben, weil es sich um Erpressung und Kollaboration mit dem Feind handelte, aber er wurde gezwungen zu unterschreiben. Sebastian sagt aus, dass er zwar von McKane die Erlaubnis erhalten habe, nach Mexiko zu gehen, Pardee ihn aber verfolgt und von einer Klippe gestoßen habe, weil er dachte, er habe ihn dem Tod überlassen. Richter Young entscheidet, dass die Erlaubnis illegal war, weil McKane zu Kriegszeiten mit dem Feind verhandelt hat, und dass McKane vor ein Kriegsgericht gestellt wird.
Die Verhandlung wird durch das Eintreffen der Stampede unterbrochen, und McKane wird von der Stampede erfasst und zusammen mit dem Sheriff getötet. Vater Sebastian erklärt sich bereit, das Land an die Farmer zu übergeben.

## Auswertung
Die Plünderer von Texas hatte seine Premiere am 17. Oktober 1957 in San Francisco. Am 1. November 1957 kam der Film landesweit in die Kinos. In Deutschland war er erstmals am 30. Oktober 1959 zu sehen.

## Sonstiges
- Teile des Films wurden in Kanab Canyon, Utah, gedreht.[1]
- Regisseur Gannaway drehte zuvor bereits mit fast identischer Besetzung den Western Sheriff Brown räumt auf.
- Mit Faron Young und Marty Robbins wurden zwei Country-Sänger für den Film verpflichtet.
- Drehbuchautor Tom Hubbard ist in der Rolle des Emmet zu sehen.
- Für Arleen Whelan war es die letzte Rolle in einem Kinofilm. Danach war sie noch in jeweils einer Folge der TV-Serien Matinee Theater und General Electric Theater zu sehen, bevor sie sich aus dem Filmgeschäft zurückzog.
- Die deutsche und die US-amerikanische Schnittfassung des Films weichen leicht voneinander ab, wobei keine der beiden eine vollständige Filmfassung ist.[2]

## Kritiken
Das Lexikon des internationalen Films urteilt: „Konfuser B-Western vor dem geschichtlichen Hintergrund der Eroberung Kaliforniens (1847).“